# Luke Strong
Luke Robert David Strong (7 dicembre 1993) è un ginnasta britannico specializzato nel trampolino elastico.

## Biografia
È stato allenato da Jay Scouler. Compete per il City of Liverpool TGC.
Nel 2009 ha subito un grave infortunio durante una sessione di allenamento, in cui ha rischiato di perdere la funzionalità di una gamba e l'amputazione dell'arto. L'infortunio lo ha costretto ad un lungo periodo di sospensione dall'attività agonistica. Nel 2010 è ritornato alle competizioni ed ha tentato di qualificarsi ai Giochi olimpici di Londra 2012. 
Vincendo la medaglia di bronzo ai campionati europei di trampolino elastico di Guimarães 2014, ha riportato la Gran Bretagna sul podio europeo dopo 32 anni.
Nel 2015 ha subito un secondo infortunio. Ha partecipato alla spedizione dei Giochi olimpici di Rio de Janeiro 2016 come riserva.
Ai mondiali di Sofia 2017 si è aggiudicato la medaglia d'argento nel sincornizzato, gareggiando al fianco del connazionale Nathan Bailey, chiudendo alle spalle dei bielorussi Uladzislau Hancharou e Aleh Rabtsau.
Nel 2020 ha fatto coming out come bisessuale in un'intervista all'emitente BBC nella quale ha raccontato di essere stato vittima di bullismo omofobico durante il suo percorso scolastico, per aver praticato il trampolino elastico.

## Palmarès
- campionati europei di trampolino elastico

Guimarães 2014: bronzo nell'individuale;
- Campionati mondiali di trampolino elastico

Sofia 2017: argento nel sincornizzato;